# La marchenera
La marchenera es una zarzuela en tres actos y en prosa con música de Federico Moreno Torroba estrenada en el teatro de la Zarzuela de Madrid el 7 de abril de 1928.

## Personajes[2]
- Paloma: huérfana, ahijada del conde de Hinojares y enamorada de don Félix. Mezzosoprano lírica.
- Valentina: hija del conde, también enamorada de Félix. Soprano lírica.
- Taravilla
- Jeroma: ventera, tía de Paloma.
- Chacha Pepa
- Amparo
- Socorrito
- Una gitana
- Una mocita
- El Conde de Hinojares: noble conspirador. Barítono.
- Don Félix Samaniego : noble con fama de mujeriego. Tenor lírico.
- Orentino: Tenor cómico
- Don Miguelito
- Cardenas
- El niño de Algeciras
- Sentimientos
- Mezquita
- Pituti
- Un embozado

## Argumento
La acción transcurre en una venta propiedad de Jeroma en la villa de Marchena, año de 1842, durante la regencia del General Espartero. Mientras el conde de Hinojares conspira contra el gobierno, llega a la venta don Félix, galán con fama de mujeriego, que cree erróneamente que Paloma es la amante del conde, lo cual le solivianta. Con animo de revancha Félix intenta raptar a Valentina, pero el conde lo descubre y le reta a un duelo, en el cual Félix resulta herido. Más tarde se aclaran los malentendidos, pero la conspiración que trama el conde es descubierta y este debe huir a toda prisa a Gibraltar. Paloma encuentra el amor en Félix.